# Швейцария на зимних Олимпийских играх 1960
Швейцария принимала участие в Зимних Олимпийских играх 1960 года в Скво-Вэлли (США) в восьмой раз, и завоевала две золотые медали. Сборная страны состояла из 21 спортсмена (14 мужчин, 7 женщин).

## Медалисты
| Медаль | Спортсмен   | Вид спорта        | Дисциплина                 |
| ------ | ----------- | ----------------- | -------------------------- |
| Золото | Рогер Штауб | Горнолыжный спорт | Мужчины, гигантский слалом |
| Золото | Ивонн Рюэгг | Горнолыжный спорт | Женщины, гигантский слалом |